# De maritime Alper
De maritime Alper er en bjergkæde i den sydvestlige del af Alperne. Den danner grænsen mellem det franske departement Alpes-Maritimes og den italienske provins Cuneo. På anden side af Col de Tende ligger De liguriske Alper og på den anden side af Maddalena-passet ligger De cottiske Alper. Parc national du Mercantour er en del af De maritime Alper.
Vand fra De maritime Alper løber ud i floderne Roya, Var og Verdon og deres bifloder på den franske side, og i Stura di Demonte og andre bifloder til Tanaro og Po på den italienske side.

## Bjergtoppe
De højeste bjergtoppe i De maritime Alper er:
| Punta dell'Argentera | 3.290 m |  | Mont Ténibre          | 3.032 m |
| Cime du Gélas        | 3.135 m |  | Cime de l'Enchastraye | 2.955 m |
| Monte Matto          | 3.087 m |  | Mont Bégo             | 2.873 m |
| Mont Pelat           | 3.053 m |  | Mont Mounier          | 2.818 m |
| Mont Clapier         | 3.046 m |  | Roche de l'Abisse     | 2.755 m |

## Bjergpas
De vigtigste bjergpas i De maritime Alper er:
| Navn                     | Sted                                       | Type                        | Højde (m) |
| ------------------------ | ------------------------------------------ | --------------------------- | --------- |
| Col de la Bonette        | Tinéedalen til Barcelonnette               | vej                         | 2.725     |
| Col de Restefond         | Col de la Bonette til Barcelonnette        | vej                         | 2.680     |
| Bassa di Druos           | Tinéedalen til Terme di Valdieri           | ridesti                     | 2.630     |
| Colle di Ciriegia        | Saint-Martin-Vésubie til Terme di Valdieri | ridesti                     | 2.551     |
| Col des Granges Communes | Saint-Étienne-de-Tinée til Barcelonnette   | ridesti                     | 2.512     |
| Col de Pourriac          | Tineedalen til Argentera                   | sti                         | 2.506     |
| Colle di Guercia         | Tineedalen til Vinadio                     | sti                         | 2.451     |
| Col de la Lombarde       | Isola til Vinadio                          | vej                         | 2.350     |
| Col de la Cayolle        | Vardalen til Barcelonnette                 | vej                         | 2.327     |
| Col du Sabion            | Tende til Valdieri                         | ridesti                     | 2.264     |
| Col d'Allos              | Verdondalen til Barcelonnette              | vej                         | 2.250     |
| Maddalena-passet         | Barcelonnette til Cuneo                    | vej                         | 1 995     |
| Col de Tende             | Tende til Cuneo                            | vejtunnel og jernbanetunnel | 1.873     |